# Hochstaden
Hochstaden était un comté médiéval en Rhénanie. Son existence a duré du XIe siècle au XIIIe siècle. Après l'extinction de la branche initiale, une branche secondaire a émergé par union maritale avec les comtes Are-Hochstaden. Lorsque la branche des Are disparut, leur possession échoua à la branche haute des Stader. Finalement, l'archevêque Konrad von Hochstaden et son frère lèguent celle-ci à l'Archidiocèse de Cologne.

## Histoire
À l'origine se trouve la motte castrale du bas Moyen-Age de Husterknupp au nord-ouest de Cologne. Peu de détails sont parvenus des premiers propriétaires et à partir du Moyen-Age, le château avait déjà disparu. Les derniers vestiges ont été détruits par l'exploitation du lignite dans la région.
Les comtes de Hochstaden remontent à Gérard Ier. Ce point est attesté pour la période de 1074 à 1096. Sa mère viendrait des Ezzonen. Son père fut probablement Gérard Wassenberg. Gérard Ier et son père sont parfois cités avec la mention de "princes", un statut bien au-dessus de simple comte. L'origine de son épouse est inconnue.
Son frère était l'archevêque de Cologne, Hermann III de Hochstaden. Cette ancienne branche s'éteint avec Gérard II, en 1149. La Dame de Hochstaden et de Wickrath, Adelheid/Adelaïde, se marria avec Otto von Are vers 1167. À partir de ce moment, la propriété de Hochstaden a été conservé par la famille de Are. Après la mort du père de Otto Dietrich Ier de Are, l'héritage fut divisé. Les branches Are, Nürburg et Hochstaden apparaissent. Après la mort de Otto, la branche des Hochstaden se divise encore. En surplus de la branche des Hochstaden émerge la branche des Wickerode. Entre 1283 et 1331, un religieux de Cologne nommé Heinrich est mentionné mais vient à s'éteindre.
En ce qui concerne le trône du Saint-Empire Germanique, les comtes de Hochstaden soutiennent le parti des Guelfes contre Frédéric II.
La branche des Hochstaden possédait cette région après la mort de Théodoric II, le dernier représentant de la branche supérieure des Are. Celle-ci, branche des Are-Hochstaden revint à l'archevêque Konrad et son frère Friedrich (siégeant entre 1228 et 1265). Après que leur neveu Théodoric et Gérard trépassèrent sans descendance, les frères de l'archidiocèse de Cologne s'emparèrent de leur possession, intégrant également Neuenahr, Altenahr, Heimbach, Hardthöhe et Nürburg.

## Généalogie

### Branche aînée
- Gérard/Gerhard Ier († après 1096)
  - Gérard/Gerhard II († après 1145)
    - Adelheid († avant 1162), mariée à Otto Comte de Are († avant 1162).
- Hermann III von Hochstaden (nl)(† 21 novembre 1099)

### Branche cadette
- Adelheid et Otto de Are
  - Otto († après 1208), le fondateur de la branche Wickrath
  - Lothaire de Hochstaden (ou Lothar), évêque de Liège
  - Thierry/Dietrich († 1194 ou 1197), marié à Liuitgart von Dagsburg
    - Lothaire/Lothar Ier († après 1215), marié avec Mathilde de Vianden
      - Lothaire/Lothar II († 1237 ou 1242)
        - Thierry/Dietrich († 1246)[5]
        - Gérard/Gerhard († 1242 or 1245)

      - Konrad († 18 septembre 1261), archevêque de Cologne
      - Friedrich († 1265)
      - Elisabeth, mariée à Eberhard von Hengebach
      - Mechthild († après 1243), mariée à Konrad von Müllenark
      - Marguerite (1220-1314), mariée à Adolf VII de Berg.